# Hinterer Tajakopf
Hinterer Tajakopf là một ngọn núi cao 2408m ở bang Tyrol, Áo.
Về phía tây đỉnh núi, ở độ cao 2300m có một mỏ chì và kẽm bỏ hoang từ thế kỷ 20.
Trên đỉnh núi có một cây thánh giá nhỏ làm bằng gỗ. Cách đó không xa có một thánh giá lớn cùng với một hộp lưu niệm.

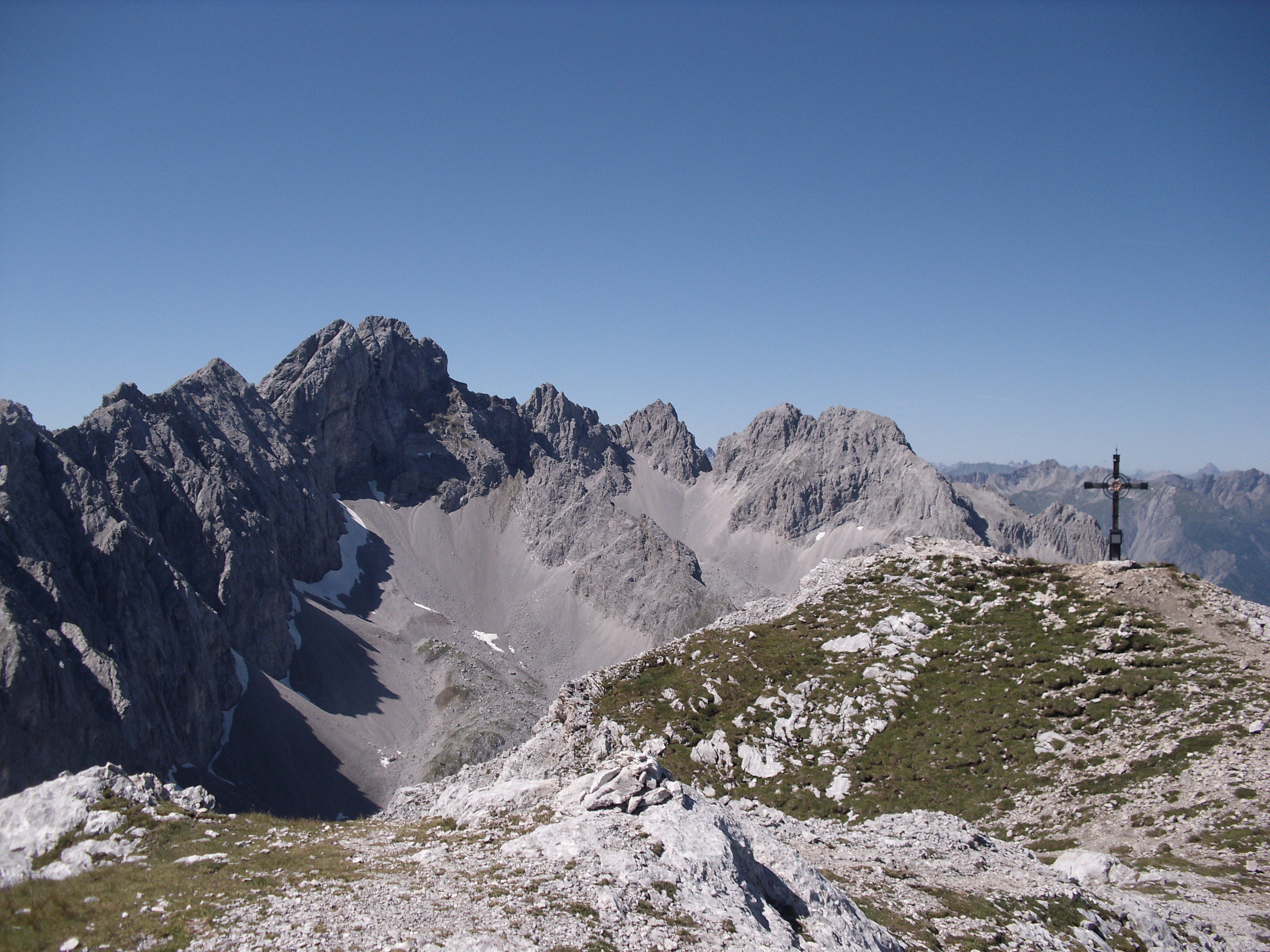
Thánh giá, phía tây đỉnh núi.
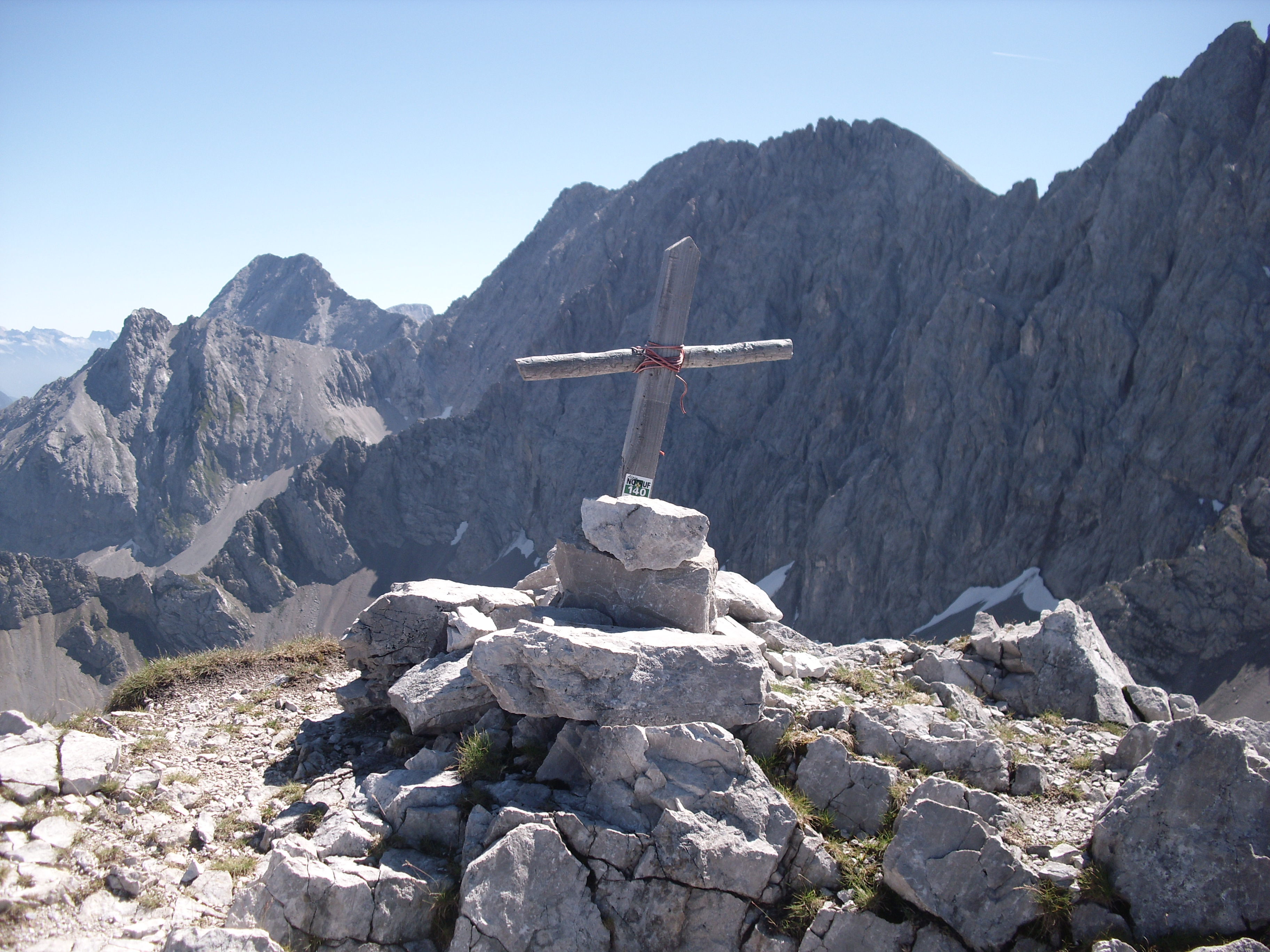
Thánh giá trên đỉnh Hinterer Tajakopf.